# Agonita lineaicollis
Agonita lineaicollis es un coleóptero de la familia Chrysomelidae.
Fue descrita científicamente por primera vez en 1941 por Maurice Pic.